# Hittin' Like
Hittin' Like è un singolo della cantante statunitense Shanell, pubblicato il 11 marzo 2014 come quarto estratto dall'album in studio Young Money: Rise of an Empire. È stato scritto da Shanell, Draft, Chanel West Coast e AK, il quale è anche il produttore.

## Video musicale
Il video musicale è stato reso disponibile il 15 ottobre 2014 ed è stato diretto da Mo the Mogul.

## Tracce
1. Hittin' Like – 2:47